# Ice Spice
Isis Naija Gaston (sinh ngày 1 tháng 1 năm 2000, nghệ danh: Ice Spice) là nữ rapper người Mỹ. Cô sinh ra và lớn lên ở The Bronx và theo học Đại học New York (State University of New York at Purchase). Cô bắt đầu sự nghiệp âm nhạc năm 2021 khi gặp nhà sản xuất thu âm RiotUSA. Năm 2022, cô nổi tiếng với bản hit "Munch (Feelin' U)".
Cô tiếp tục phát hành các đĩa đơn "Bikini Bottom" và "In Ha Mood", sau đó là bộ EP đầu tay Like..? năm 2023. Cũng trong năm này, cô lọt vào bảng xếp hạng Billboard Hot 100 với đĩa đơn "Gangsta Boo" hợp tác cùng Lil Tjay, các ca khúc remix "Boy's a Liar Pt. 2" (với PinkPantheress) và "Princess Diana" (với Nicki Minaj) cũng lọt vào top 10.
Năm 2023, Ice Spice được tạp chí Time vinh danh là "ngôi sao mới".

## Thời thơ ấu
Isis Gaston sinh ngày 1 tháng 1 năm 2000 ở quận Bronx, thành phố New York, là người con cả trong một gia đình có năm anh chị em. Cha cô là một cựu rapper người Mỹ gốc Phi, mẹ cô là người Cộng hòa Dominica, sinh ra cô khi mới 17 tuổi. Cha mẹ cô quen nhau ở một cửa hàng McDonald's và ly hôn khi nữ ca sĩ được hai tuổi.
Do cha mẹ công việc bận rộn, phần lớn thời thơ ấu của cô là ở nhà ông bà với các anh chị em họ. Cô từng theo học một ngôi trường ở quận Bronx sau đó chuyển sang trường Công giáo Sacred Heart ở khu Yonkers, quận Westchester. Từ năm 7 tuổi, cô bắt đầu thích rap - hip hop và thường nghe nhạc của một số nghệ sĩ như Lil' Kim, Nicki Minaj. Cô tự viết rap freestyle khi còn đi học, lên trung học phổ thông, cô chọn nghệ danh là Ice Spice.

## Danh sách đĩa nhạc

### EP
- Like...? (2023)